# Post Paid

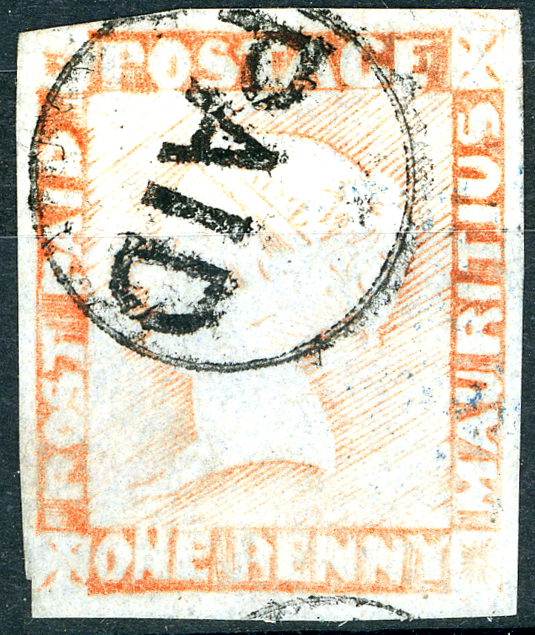
Timbre de Maurice avec la légende "Post Paid" et le tampon "Paid"

« Post Paid » est l'expression anglophone pour « Port payé » qui annonce que l'expéditeur a payé l'affranchissement d'un pli déposé à la poste.
Les Post Paid sont le nom de la deuxième émission de deux timbres-poste de Maurice. Leur dessin avec légende « POST PAID - POSTAGE » est utilisé de 1848 à 1858.

## Description
Les Post Paid représentent l'effigie de la reine Victoria. Par rapport aux Post Office émis en 1847, la légende est modifiée, d'où le nom différent donné ensuite aux deux émissions. D'après les débats entre philatélistes sur ces mentions, la mention « Post Office » n'était pas fautive puisque déjà utilisé sur les timbres à date de port payé de Maurice avant 1857 et entre les deux émissions lorsque les premiers timbres furent écoulés. Le cumul des mentions « POST PAID - POSTAGE » en 1858 paraît créer une répétition inutile de la valeur d'affranchissement de ces timbres.
Vers 1859, les Post Paid voient leur dessins varier grandement, jusqu'à ce qu'une des versions soient décrites comme une « tête de chien ».
En 1858, représentant une allégorie assise du Royaume-Uni, des timbres au type Britannia assise imprimés par Perkins, Bacon & Co sont émis pour les valeurs de plus de 2 pence.
Les Post Paid sont recherchées par les collectionneurs de timbres classiques. Cinq lots de ces timbres(cinq timbres de Two Pence, trois timbres de One Penny, et une enveloppe affranchie de deux timbres One Penny) furent vendus aux enchères chez David Feldman SA pour la somme de 138 645 € en décembre 2006 (L'estimation était de 70 500 €).